# Tshaneni
Tshaneni là một thị trấn ở phía bắc Eswatini , gần đồn biên giới ở biên giới Nam Phi.
Có những đồn điền đường rộng lớn xung quanh Tshaneni và gần hồ chứa sông Sand. Nó có một sân bay.
Tshaneni bị chi phối dãy núi Lubombo.
Tshaneni ở vùng Hạ veld của Eswatini. Nó được bao quanh bởi các trang trại gia súc và mía.